# مدينة الأشباح (فلم)
مدينة الأشباح (بالإنجليزية: City of Ghosts) هُو فيلم وثائقي أمريكي باللغة العربية صدر سنة 2017، وأخرجه ماثيو هاينمان. يتحدث الفيلم عن قصة حملة الرقة تذبح بصمت الإعلامية، وعن مُعاناة أفراد هذه الحملة وهُم يواجهون واقع الحياة في مُحافظة الرقة السورية، خُصوصا بعد سيطرة تنظيم داعش على المدينة في سنة 2014.
فاز هاينمان عن هذا الفيلم بجائزة أفضل عمل إخراجي لفيلم وثائقي من نقابة المُخرجين الأمريكية، ليُصبح بذلك ضمن قائمة من ثلاثة أشخاص فقط فازوا مرتين بهذه الجائزة المرموقة. فاز الفيلم أيضًا بجائزة «الشجاعة تحت النار» (بالإنجليزية: Courage Under Fire) التي تُقدمها الجمعية الدولية للأفلام الوثائقية «تقديراً للشجاعة الواضحة في السعي وراء الحقيقة»، كما أُدرج الفيلم في قائمة أفضل 20 فيلم وثائقي لسنة 2017. رُشح الفيلم أيضا لنيل جائزة الإيمي برايم تايم للاستحقاق الاستثنائي في إنتاج الأفلام الوثائقية، كما رُشح أيضا لنيل جوائز الأكاديمية البريطانية للأفلام ونقابة المُنتجين الأمريكيين لأفضل فيلم وثائقي.

## الصدور
عُرض الفيلم لأول مرة في دورة سنة 2017 من مهرجان صاندانس السينمائي. استحوذت أمازون بعد ذلك على الفيلم في صفقة قُدرت بمليوني دولار. عُرض الفيلم بعد ذلك في مسارح الولايات المُتحدة في 14 يوليو 2017 على يد كُل من شركة استوديوهات أمازون وشبكة آي آنذ إي وشركة آي إف سي فيلمز.

## الاستقبال النقدي
حظي الفيلم بإشادة كبيرة من النقاد وقت صدوره. حيث حصل على تقييم بنسبة 98٪ على موقع الطماطم الفاسدة، وذلك بناءً على 97 مُراجعة، أي بمُتوسط تقييم بلغ 8.4/10. رأى نقاد موقع الطماطم الفاسدة بأن فيلم مدينة الأشباح: «عكس نظرة قاسية للفظائع في هذا الجُزء من العالم، والتي قد تبدو غريبة على العديد من المشاهدين، لكن تأثيره عليهم لن يكون أقل قساوة من ذلك.» أما على موقع ميتاكريتيك، فقد حصل الفيلم على تقييم 86/100، بناءً على 31 مُراجعة، مع «إشادة واسعة» من نقاد الموقع. أعطى تشارلي فيليبس عن صحيفة الغارديان الفيلم تقييم خمس نجوم على خمسة، ووصفه بأنه «أفضل فيلم وثائقي يعكس المأساة المُعاصرة في سوريا».

## الجوائز والترشيحات
| حفل توزيع الجوائز                        | تاريخ الحفل    | الجائزة                                        | المُستلم/المُرشح | النتيجة | مراجع  |
| ---------------------------------------- | -------------- | ---------------------------------------------- | -------------- | ------- | ------ |
| جوائز الأكاديمية البريطانية للأفلام      | 18 فبراير 2018 | أفضل فيلم وثائقي                               | مدينة الأشباح  | رُشِّح     |        |
| جمعية شيكاغو لنقاد السينما               | 10 ديسمبر 2017 | أفضل فيلم وثائقي                               | مدينة الأشباح  | رُشِّح     |        |
| جوائز سينما آي                           | 11 يناير 2018  | أفضل فيلم وثائقي، أفضل مُخرج، أفضل إنتاج        | مدينة الأشباح  | رُشِّح     |        |
| مهرجان كوبنهاغن للأفلام الوثائقية        | 26 مارس 2017   | جائزة الجمهور                                  | مدينة الأشباح  | فوز     |        |
| جوائز إيمي برايم تايم                    | 8 سبتمبر 2018  | جائزة الاستحقاق في إنتاج الأفلام الوثائقية     | مدينة الأشباح  | رُشِّح     |        |
| جائزة اختيار النقاد للأفلام              | 2 نوفمبر 2017  | أفضل مُخرج، أفضل فيلم وثائقي                    | ماثيو هاينمان  | رُشِّح     |        |
| جمعية دالاس فورث وورث لنقاد السينما      | 13 ديسمبر 2017 | أفضل فيلم وثائقي                               | مدينة الأشباح  | فوز     |        |
| مهرجان دالاس السينمائي الدولي            | 10 أبريل 2017  | جائزة القلب الفضي                              | مدينة الأشباح  | فوز     |        |
| جائزة نقابة المخرجين الأمريكيين          | 4 فبراير 2018  | أفضل إخراج لفيلم وثائقي                        | ماثيو هاينمان  | فوز     |        |
| دوك فيل                                  | 30 مارس 2017   | جائزة لجنة التحكيم لأفضل فيلم وثائقي عن الرأي  | مدينة الأشباح  | فوز     |        |
| غالواي فيلم فليد                         | 17 يوليو 2017  | أفضل فيلم حول حقوق الإنسان                     | مدينة الأشباح  | فوز     |        |
| مهرجان غرينويتش السينمائي الدولي         | يونيو 2017     | أفضل فيلم تأثير اجتماعي                        | مدينة الأشباح  | فوز     | [ 14 ] |
| الجمعية الدولية للأفلام الوثائقية        | 12 سبتمبر 2017 | جائزة الشجاعة تحت النار                        | ماثيو هاينمان  | فوز     |        |
| الجمعية الدولية للأفلام الوثائقية        | 9 ديسمبر 2017  | أفضل فيلم وثائقي                               | مدينة الأشباح  | رُشِّح     |        |
| جوائز أكاديمية الصحافة العالمية          | 10 فبراير 2018 | أفضل فيلم وثائقي                               | مدينة الأشباح  | رُشِّح     |        |
| جمعية إيوا لنقاد السينما                 | 9 يناير 2018   | أفضل فيلم وثائقي                               | مدينة الأشباح  | رُشِّح     |        |
| مهرجان القدس السينمائي                   | 22 يونيو 2017  | أفضل فيلم وثائقي                               | مدينة الأشباح  | فوز     |        |
| مهرجان ملبورن السينمائي الدولي           | 20 أغسطس 2017  | أفضل فيلم وثائقي                               | مدينة الأشباح  | رُشِّح     |        |
| مهرجان مونكلير السينمائي                 | 7 مايو 2017    | جائزة لجنة التحكيم الخاصة للإنتاج              | ماثيو هاينمان  | فوز     |        |
| مهرجان ميونيخ السينمائي                  | 24 يونيو 2017  | جائزة فريتز غيرليش                             | ماثيو هاينمان  | فوز     |        |
| جمعية شمال تكساس لنقاد السينما           | 6 ديسمبر 2017  | أفضل فيلم وثائقي                               | مدينة الأشباح  | رُشِّح     |        |
| جائزة نقابة المنتجين الأمريكيين          | 20 يناير 2018  | أفضل إنتاج لفيلم وثائقي                        | ماثيو هاينمان  | رُشِّح     |        |
| دائرة نقاد فينيكس                        | 11 ديسمبر 2017 | أفضل فيلم وثائقي                               | مدينة الأشباح  | فوز     |        |
| جوائز جمعية فينيكس لنقاد السينما         | 19 ديسمبر 2017 | أفضل فيلم وثائقي                               | مدينة الأشباح  | فوز     |        |
| دائرة سان فرانسيسكو لنقاد السينما        | 10 ديسمبر 2017 | أفضل فيلم وثائقي                               | مدينة الأشباح  | رُشِّح     |        |
| جمعية سياتل لنقاد السينما                | 18 ديسمبر 2017 | أفضل فيلم وثائقي                               | مدينة الأشباح  | رُشِّح     |        |
| مهرجان سياتل السينمائي الدولي            | 11 يونيو 2017  | جائزة إبرة الفضاء الذهبية                      | مدينة الأشباح  | رُشِّح     |        |
| جوائز مهرجان شيفيلد للأفلام الوثائقية    | يونيو 2017     | جائزة لجنة التحكيم                             | مدينة الأشباح  | فوز     | [ 15 ] |
| جوائز سوشيال إيمباكت ميديا               | يناير 2018     | أفضل فيلم وثائقي                               | مدينة الأشباح  | رُشِّح     |        |
| جمعية سانت لويس لنقاد السينما            | 10 ديسمبر 2017 | أفضل فيلم وثائقي                               | مدينة الأشباح  | رُشِّح     |        |
| مهرجان صاندانس السينمائي                 | 2017           | جائزة الشموع                                   | مدينة الأشباح  | فوز     | [ 16 ] |
| مهرجان صاندانس السينمائي                 | 28 يناير 2017  | جائزة لجنة التحكيم الكبرى – فيلم وثائقي أمريكي | ماثيو هاينمان  | رُشِّح     | [ 16 ] |
| جوائز جمعية واشنطن العاصمة لنقاد السينما | 8 ديسمبر 2017  | أفضل فيلم وثائقي                               | مدينة الأشباح  | رُشِّح     |        |

## وصلات خارجية
مقالات تستعمل روابط فنية بلا صلة مع ويكي بيانات